# August Ludwig von Schlözer
August Ludwig von Schlözer (Kirchberg an der Jagst, 5 de julho de 1735 — Heidelberg, 9 de setembro de 1809) foi um historiador alemão. Fez diversas contribuições importantes para o estudo da história universal, e particularmente, a História da Rússia.
Em 1804 Schlözer foi enobrecido e eleito vereador privy pelo czar russo Alexandre I da Rússia.
Sua visão sobre a história universal influenciou historiadores como a Nikolai Karamzin.

## História do planeta Terra
Schlözer dividia história do planeta Terra em seis períodos históricos:
- Urwelt (Mundo primitivo).
- Dunkle Welt (Mundo escure).
- Vorwelt (Mundo antigo).
- Alte Welt (Mundo velho).
- Mittelalter (Idade Média).
- Neue Welt (Mundo novo).